# Terminal (band)
 For alternative betydninger, se Terminal. (Se også artikler, som begynder med Terminal)
terminal er et dansk band fra Jylland, nu hjemmehørende i København.
Bandet underskrev i 2008 kontrakt med selskabet Trechoma Records. Videoen til singlen "Chasing Light" fra debutalbummet "Bring Forth the Few" blev i sommeren 2010 sat i tv-rotation på amerikanske mtvU, blandt kunstnere som Paramore, Linkin Park, MUSE og mange flere. Den blev endvidere vist på VH1, GAFFA.tv, Frequency.com og Spike.com og i det danske tv-program Boogie.[kilde mangler]
terminal besøgte i efteråret 2010 MTV's afdeling i Los Angeles og spillede i den forbindelse en akustisk showcase for MTV, Spike TV, Nickelodeon og flere afdelinger – som det første danske band nogensinde. Udover besøget hos MTV spillede bandet showcases for pladeselskaber som Universal, American Recordings og Atlantic Records.[kilde mangler]
terminal indspillede i efteråret 2010 fire numre i Bad Coffee Studios til en EP'en "Ignite the World – The EP", der udkommer onsdag d. 26. januar ved et verdensomspændende digitalt release. Bandet offentliggjorde for nylig tracklisten til EP'en.
Bandet underskrev i sommeren 2010 kontrakt med amerikanske MillionDollarManagement.[kilde mangler], men i slutningen af 2011 valgte bandet at frigøre sig fra deres management.

## Diskografi
| Udgivelsesdato                | Albumtitel                |
| Marts 2009 (Trechoma Records) | Chasing Light (single)    |
| April 2009 (Trechoma Records) | Bring Forth the Few       |
| Januar 2011 (terminal music)  | Waiting For (single)      |
| Januar 2011 (terminal music)  | Ignite the World - The EP |